# قولته
قولته، روستایی است از توابع بخش مرکزی شهرستان سردشت استان آذربایجان غربی ایران.

## جمعیت
این روستا در دهستان باسک کولسه قرار داشته و بر اساس سرشماری سال ۱۳۹۵ جمعیت آن ۱۲۳ نفر
بوده‌است.